# Поїбрене
Пої́брене (болг. Поибрене) — село в Пазарджицькій області Болгарії. Входить до складу общини Панагюриште.

## Населення
За даними перепису населення 2011 року у селі проживали 776 осіб.
Національний склад населення села:
| Національність   | Кількість осіб | Відсоток |
| ---------------- | -------------- | -------- |
| болгари          | 327            | 92,4%    |
| цигани           | 24             | 6,8%     |
| інша             | 0              | 0%       |
| Всього відповіли | 354            |          |

Розподіл населення за віком у 2011 році:
Динаміка населення: